# 安哥拉总理
安哥拉总理，是原安哥拉政府首脑。
安哥拉独立后在1975年11月11日設立总理，1978年废除总理。1991年，若泽·爱德华多·多斯·桑托斯总統恢复总理。1999年－2002年空缺，2010年再次废除。政府首脑现为总统。

## 安哥拉总理(1975－2010)
| 任期                          |      |                                         | 政党               |      |
| ----------------------------- | ---- | --------------------------------------- | ------------------ | ---- |
| 安哥拉人民共和国              |      |                                         |                    |      |
| 1975年11月11日－1978年12月9日 |      | 罗普·多·纳西蒙托                        | 安哥拉人民解放运动 |      |
| 1978年12月9日－1991年7月19日  | 废除 | 废除                                    | 废除               | 废除 |
| 1991年7月19日－1992年8月27日  |      | 费尔南多·何塞·德·法兰克·迪亚斯·凡·杜嫩  | 安哥拉人民解放运动 | 1次  |
| 安哥拉共和国                  |      |                                         |                    |      |
| 1992年8月27日－1992年12月2日  |      | 费尔南多·何塞·德·法兰克·迪亚斯·凡·杜嫩  | 安哥拉人民解放运动 | 1次  |
| 1992年12月2日－1996年6月3日   |      | 马科利诺·莫科                           | 安哥拉人民解放运动 |      |
| 1996年6月3日－1999年1月29日   |      | 费尔南多·何塞·德·法兰克·迪亚斯·凡·杜嫩  | 安哥拉人民解放运动 | 2次  |
| 1999年1月29日－2002年12月6日  | 空位 | 空位                                    | 空位               | 空位 |
| 2002年12月6日－2008年9月30日  |      | 费尔南多·达·皮耶达德·迪亚斯·多斯·桑托斯 | 安哥拉人民解放运动 |      |
| 2008年9月30日－2010年2月4日   |      | 保罗·卡索马                             | 安哥拉人民解放运动 |      |
| 2010年2月4日－現在            | 废除 | 废除                                    | 废除               | 废除 |